# Итальянская епархия
Италья́нская епа́рхия (официальное название Румынская православная епископия Италии, итал. Episcopia Ortodoxă Română a Italiei, итал. Eparchia ortodossa rumena d'Italia) — епархия Румынской православной церкви на территории Италии. Входит в состав Митрополии Западной и Южной Европы.

## История
Первая румынская община появилась в этой стране в 1975 году — в Милане, вторая — в 1978 году, в Турине. Затем открылись общины во Флоренции, Бари и других городах. Эти общины входили в состав Архиепископии Западной и Южной Европы, а с 2001 года — Митрополия Западной и Южной Европы.
16 августа 2004 года указом митрополита Иосифа (Попа) был учреждён Итальянский викариат, который возглавил епископ Силуан (Шпан). В то время Италии было 30 общин Румынской православной церкви, однако их количество стало быстро увеличиваться из-за притока эмигрантов из Румынии, что особенно усилилось после вступления Румынии в Евросоюз 1 января 2007 года.
8 мая 2007 года внеочередное собрание духовенства Викариата Италии одобряет создание Румынской православной епархии в Италии. Это решение было одобрено 1 июня того же года общим собранием Западно и Южно-европейской митрополии в Лимуре, Франция, а также 21 июня того же года Священным Синодом Румынской Православной Церкви.
19 февраля 2008 года епископ Силуан (Шпан) был выдвинут как единственный кандидат в епископы на избирательном собрании Итальянской епархии. 5 марта того же года Священный Синод Румынской Православной Церкви избрал его правящим епископом Итальянским.
В 2011 году итальянское государство признало епархию, которая вследствие этого получила статус юридического лица и все вытекающие из этого привилегии, включая признание статуса священников и возможность освобождения от некоторых налогов.
В 2014 году Сергей Мудров отмечал: «румыны практически не строят православные храмы. Как правило, арендуются (или покупаются) католические церкви или другие помещения, где можно проводить службу. Только в семи городах — Монкальери и Кивассо (вблизи Турина), Остии и Гуидонии (вблизи Рима), Бари, Вероне и Брешии — идёт храмостроительство»